# La Mort lente
Pour plus de détails, voir Fiche technique et Distribution.
La Mort lente (La moglie giovane) est un giallo italien réalisé par Giovanni D'Eramo et sorti en 1975.

## Fiche technique
- Titre original italien : La moglie giovane[1],[2]
- Titre français : La Mort lente[3]
- Réalisation : Giovanni D'Eramo
- Scenario : Antonio Fos, Giovanni D'Eramo
- Photographie :	Francisco Sempere
- Montage : Otello Colangeli
- Musique : Stelvio Cipriani
- Production : Mario Siciliano, Benito Perojo
- Société de production : Metheus Film, Emaus Films, Producciones Benito Perojo
- Pays de production :  Italie -  Espagne
- Langue originale : Italien
- Format : Couleur par Eastmancolor - Son mono - 35 mm
- Durée : 92 minutes
- Genre : Giallo
- Dates de sortie :
  - Italie : 1975
  - France : 17 décembre 1975[3]

## Distribution
- Marisa Mell : Louisa
- Farley Granger : Armando
- Francisco Rabal : Le maître-chanteur
- Riccardo Salvino : Stefano
- Helga Liné : Yvonne
- Carla Calò (sous le nom de « Karole »)
- Mircha Carven
- Luciano Pigozzi (sous le nom d'« Alan Collins ») : Antonio, le majordome
- Román Ariznavarreta
- Deogratias Huerta